# دين فوك
دين فوك (بالإنجليزية: Dean Falk)‏ (وُلدت في 25 يونيو 1944) هي عالمة أمريكية أكاديمية في علم الإنسان العصبي، ومتخصصة في تطور الدماغ والإدراك لدى الرئيسيات العليا. هي أستاذة في علم الإنسان بدرجة هيل جي. سميث، وأستاذة بحث متميزة في جامعة ولاية فلوريدا.

## المهنة
في أثناء دراستها الجامعية، درست الرياضيات وعلم الإنسان. منذ حصولها على درجة الدكتوراه من جامعة ميشيغان في عام 1976، أعطت دروسًا في علم التشريح، وعلم التشريح العصبي، وعلم الإنسان. وهي مهتمة بتطور الدماغ والإدراك. صاغت «نظرية المبرد» التي تقول إن الأوعية الدموية القحفية كانت مهمة لتطور دماغ الإنسان، وفرضية «وضع الطفل» أيضًا التي تقول إن الأمهات والرضع في عصور ما قبل التاريخ قد سهلوا ظهور اللغة.
وصفت وزملاؤها دماغ إنسان فلوريس («القزم») في عام 2005. في عام 2013، وصفت فوك مع زملائها القشرة المخية لألبرت أينشتاين من الصور التي ظهرت حديثًا لكامل دماغه. في عام 2017، شاركت فوك بتأليف دراسة مع تشارلز هيلديبولت حول الحرب في المجتمعات الصغيرة ومجتمعات الدولة، والتي وجدت أن الناس لا يقلون عنفًا اليوم عما كانوا عليه في الماضي. شاركت فوك بتأليف كتاب عام 2018 حول متلازمة أسبرجر مع حفيدتها ذات الـ24 عامًا المصابة بهذه المتلازمة، وفي عام 2019، نشرت تفنيدًا للادعاء الذي يقول إن هانز أسبرجر كان متعاطفًا مع النازيين. تعرض هذا التفنيد بدوره لدحض من المؤلف الأصلي، هيرويغ تشيك، الذي رأى أن بحث فوك مليء «بأخطاء الترجمة، والتحريفات لمحتوى المصادر، والأخطاء الوقائعية الأساسية، ويتجاهل أيضًا كل شيء لا يدعم خطة المؤلفة في الدفاع عن سجل هانز أسبرجر». أعلن أنه لا ينبغي أن تكون الورقة البحثية قد اجتازت مرحلة مراجعة الأقران ويجب سحبها.

## إنسان فلوريس
بعد اكتشاف بقايا الهيكل العظمي لإنسان «قزم» (ذي الرقم إل بي 1 في المتحف)، التي يعود تاريخها الآن إلى أكثر من 65,000 سنة مضت، في جزيرة فلوريس الإندونيسية في عام 2003، صُنّف هذا الإنسان على أنه نوع جديد يُسمى إنسان فلوريس («القزم»). اعتقد بعض العلماء أن تلك العينة كانت قزمة أو مصابة بصغر الرأس؛ حالة يملك فيها الإنسان جمجمة صغيرة بشكل غير طبيعي. أجرت فوك دراسة تعاونية في عام 2005 وصفت فيها القالب الداخلي لجمجمة الإنسان القزم ودعمت الادعاء القائل إن هذا الاكتشاف يمثل نوعًا جديدًا.
تعرضت دراسة فوك لعام 2005 لانتقادات من خبراء آخرين. ردًا على ذلك، ومع فريق دولي من الخبراء في عام 2007 ، قارنت فوك الخرائط التفصيلية للآثار الباقية على قالب دماغ ذلك الإنسان القديم مع تلك من الأفراد المصابين بصغر الرأس، وخلصت إلى أن «إل بي 1» في الواقع يمثل نوعًا جديدًا قد يكون منحدرًا إما من الإنسان المنتصب، أو من إنسان أقدم صغير الجسم. أصر فريق فوك مرارًا على أن النتائج التي توصلوا إليها تؤكد أن النوع الذي صُنّف على أنه إل بي 1 أو إنسان فلوريس ليس إنسانًا مولودًا مع صفة صغر الرأس؛ وهي حالة مرضية نادرة إلى حد ما ولا تزال تحدث حتى اليوم. شاركت فوك أيضًا في دراسات أخرى تدحض فكرة أن إل بي 1 مصاب بمتلازمة لارون أو متلازمة داون. لا يعتقد معظم الخبراء اليوم أن إل بي 1 كان إنسانًا مريضًا، الأمر الذي يشير إليه ويستواي وآخرون. تدعم أدلة الفك السفلي تصنيف إنسان فلوريس على أنه نوع مختلف. «هناك العديد من الأسئلة المثيرة للاهتمام حول أحافير ليانغ بوا ما تزال دون إجابة، ولكن ما إذا كان إل بي 1 إنسانًا مريضًا من نوع البشر العاقلين ليس أحد تلك الأسئلة».

## وصلات خارجية
- الموقع الرسمي